# Dzhamshed Rakhmonov
Dzhamshed Abduvaliyevich Rakhmonov (tiếng Nga: Джамшед Абдувалиевич Рахмонов; sinh ngày 9 tháng 4 năm 1997) là một cầu thủ bóng đá người Nga thi đấu cho F.K. Lokomotiv-Kazanka Moskva.

## Sự nghiệp câu lạc bộ
Anh có màn ra mắt tại Giải bóng đá chuyên nghiệp quốc gia Nga cho F.K. Lokomotiv-Kazanka Moskva vào ngày 19 tháng 7 năm 2017 trong trận đấu với FC Znamya Truda Orekhovo-Zuyevo.